# Claudio Paolillo
Claudio Paolillo (Montevideo; 20 de agosto de 1960-Ib.; 19 de enero de 2018) fue un editor, profesor, periodista y escritor uruguayo.

## Biografía
Padre de tres hijos: Tatiana, Santiago y Juan Manuel. Contrajo matrimonio con Adriana Otegui
Desde 2010 fue director del semanario uruguayo Búsqueda. Fue profesor de periodismo en la Universidad ORT Uruguay y en la Universidad Católica del Uruguay. Fue director de la Comisión de Libertad de Prensa e Información de la Sociedad Interamericana de Prensa. Fue columnista de diversos periódicos como El Día, autor de los libros Con los días contados, investigación sobre la crisis bancaria de 2002 en Uruguay; y La cacería del caballero sobre el estafador y empresario Jorge Peirano Facio y sus hijos. En Uruguay, este libro fue superventas; estuvo entre los diez más vendidos en 2006.
Falleció en Montevideo el 19 de enero de 2018 a los 57 años, de cáncer.

## Libros
- 2004: Con los días contados. ISBN 997449320X
- 2006: La cacería del caballero. ISBN 9974493633

## Premios
Fue galardonado con el Premio Morosoli en 2004. También recibió en 2006 el premio Bartolomé Hidalgo a mejor libro otorgado por la Cámara Uruguaya del Libro y el Premio Nacional de Literatura.
En el 2017 se reconoce su aporte a la defensa de la libertad de prensa en todos estos años por la Asociación de Entidades Periodísticas Argentinas. También recibe ese mismo año el Premio Estrella del Sur.